# Mutus Liber

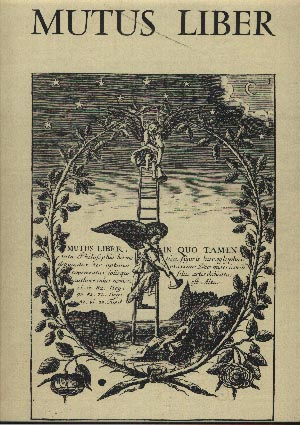

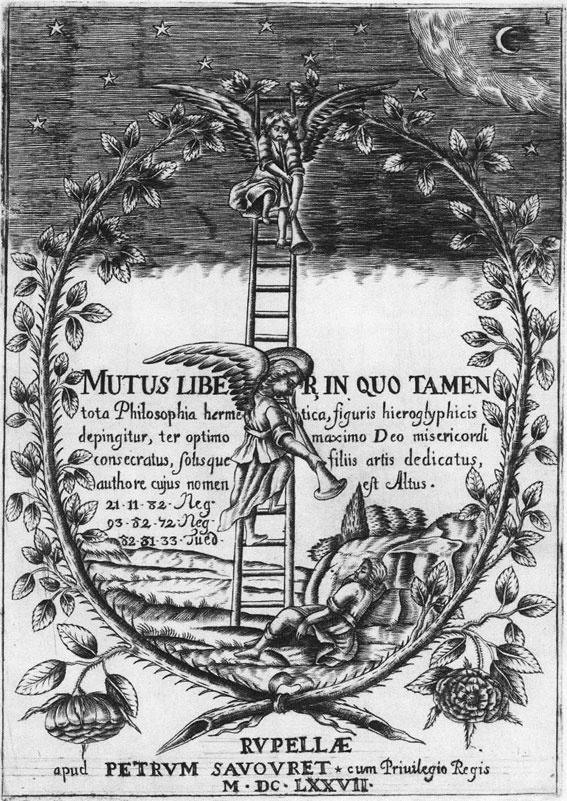
Mutus Liber, édition originale de 1677

## Présentation générale
Le Mutus Liber, ou Livre muet est un ouvrage de philosophie hermétique paru à La Rochelle en 1677. Il figure parmi les recueils majeurs d’alchimie de son époque, au même titre que l’Atalanta Fugiens de Michael Maier. Il fait régulièrement l’objet de nombreuses rééditions. Composé principalement de planches illustrées le Mutus Liber suscite des interprétations contradictoires. Son explication a longtemps été l’apanage d’auteurs comme Eugène Canseliet et Serge Hutin, qui se revendiquaient alchimistes initiés. Des travaux plus récents s’attachent à l’étudier dans sa réalité historique.

## Éditions
La première édition du Mutus Liber date de 1677, chez Pierre Savouret à La Rochelle. Le tirage n’a pas dû dépasser quelques dizaines de livres. Douze exemplaires originaux sont conservés dans les principales bibliothèques occidentales. Il est possible que davantage d’exemplaires existent. 
Dès 1702, une seconde édition avec de nouvelles gravures est faite à Genève sous la direction de Jean-Antoine Chouet et Jean-Jacques Manget. 
Eugène Canseliet affirme qu’il a vu quelques pages d’une édition parisienne qui daterait de 1725. Mais cette édition n’est pas établie. C’est vers 1760 qu’une troisième version du Mutus Liber est entièrement gravée à neuf à Paris. Cette troisième édition est rarissime.
Tombé temporairement dans l’oubli, le Mutus Liber connaît un regain éditorial dans la seconde moitié du XIXe siècle. Depuis le début du XXe siècle, les éditions se sont multipliées parfois accompagnées de préfaces qui présentent plus ou moins clairement son contenu. Les principales éditions du Mutus Liber sont les suivantes : 
- 1867,  chez Thibaud éditeur à Clermont-Ferrand ;
- 1914, Éditions Nourry, préface de Pierre Dujols alias Magophon ;
- 1943, Paul Derain éditeur ;
- 1966, Éditions Pauvert, préface d’Eugène Canseliet ;
- 1967, Éditions L’Unité, préface de Serge Hutin ;
- 2015, Éditions à l’envers, édition limitée en taille-douce (facilement-similé) sur la base des gravures de 1677.

## Histoire des attributions
Le Mutus Liber précise le nom de son auteur et de son inventeur. Le premier est Altus, « savant en haute chimie d’Hermès ». Le second est Jacob Saulat, sieur des Marez. Si ces affirmations ont rapidement été tenues pour fictives, la question de l’auteur du Mutus Liber est longuement restée en suspens.
Le R.P. Arcère, historien de La Rochelle, affirme que Jabob Tollé en est l’auteur. Personnage méconnu par les historiens, son existence a même été mise en doute. Toutefois, Tollé est un médecin rochelais réputé à son époque pour pratiquer la chimie et maîtriser la perspective. Ces deux qualités expliquent que cette attribution soit admise durablement. Depuis l’article de Jean Flouret, il est établi que l’auteur du Mutus Liber est Isaac Baulot. 
En s’appuyant sur des indices du Mutus Liber et des documents contemporains, Patrick Sembel propose l’implication de trois personnes autour d’Isaac Baulot. Abraham Thévenin a probablement participé au travail de gravure, comme l'atteste la présence de son symbole monétaire sur la première page gravée du Mutus Liber. Élie Bouhéreau et Élie Richard ont dû contribuer à la conception du livre. Médecins, lettrés, pratiquant la chimie, ils possèdent des relations nombreuses qui facilitent la publication du livre. Élie Richard étudie à Groningue avec Samuel Des Maretz, philosophe dont le patronyme est utilisé pour désigner celui qui aurait découvert le Mutus Liber. Élie Bouhéreau connaît Valentin Conrard, secrétaire de l’Académie française, ainsi que de nombreux auteurs et philosophes majeurs de cette époque. C’est lui qui désigne Isaac Baulot comme étant l’auteur du Mutus Liber.

## Interprétations
La forme du Mutus Liber explique qu’il fait l’objet de nombreuses interprétations. Il est possible de distinguer quatre types de lectures.
L’interprétation la plus répandue est celle des « initiés alchimistes » inaugurée par Pierre Dujols, sous le pseudonyme de Magophon. Elle est prolongée par Eugène Canseliet et Serge Hutin. Ces auteurs disent que le Mutus Liber présente la marche à suivre pour l’accomplissement du Grand œuvre dont le but est d’obtenir la pierre philosophale. 
Le psychanalyste Carl Gustav Jung a étudié et possédé un exemplaire du Mutus Liber de 1677. Il l’a utilisé notamment pour illustrer son ouvrage intitulé Psychologie et alchimie. Dans ce livre Jung explique que l’alchimie est une pensée spéculative à la recherche d’un équilibre spirituel dont la forme métaphorique est la pierre philosophale. Ce processus s’accompagne de la création d’un répertoire d’images mentales, ou archétypes, qui s’agrègent progressivement en un inconscient collectif.  
Plus récemment, Lee Stavenhagen s’est intéressé à la structure narrative utilisée pour illustrer le Mutus Liber.
Dans leurs recherches Jean Flouret et Patrick Sembel s’attachent à cerner le contenu du Mutus Liber en l’inscrivant dans le contexte religieux, intellectuel et scientifique qui est le sien. 